# Terremoto de Newcastle de 1989
El terremoto de Newcastle de 1989 fue un sismo interplaca que se produjo en Newcastle, Nueva Gales del Sur, el jueves 28 de diciembre. La sacudida midió 5,6 en la escala de magnitud de Richter y fue uno de los desastres naturales más graves de Australia, con 13 muertos y más de 160 heridos. La factura de los daños se ha estimado en 4000 millones de dólares australianos (o 8500 millones de dólares en 2018, ajustados a la inflación), incluida una pérdida asegurada de unos 1000 millones de dólares (o 2100 millones de dólares en 2018, ajustados a la inflación).
Los efectos se sintieron en un área de unos 200 000 kilómetros cuadrados en el estado de Nueva Gales del Sur, con informes aislados de movimientos en áreas de hasta 800 kilómetros de Newcastle. Se registraron daños en edificios e instalaciones en una superficie de 9000 km2.

## Daños y víctimas
El mayor número de muertos y daños se produjo en el Club de Trabajadores de Newcastle, donde se derrumbó el suelo. Nueve personas murieron y muchas más quedaron atrapadas bajo los escombros. Otras tres personas murieron aplastadas cuando la mampostería de las fachadas de los edificios se desplomó sobre los toldos en Beaumont Street, Hamilton, un suburbio del centro de Newcastle. Tras la muerte de una mujer en Broadmeadow por una conmoción relacionada con el terremoto, el número final de víctimas mortales se elevó a 13.
El terremoto causó daños a más de 50 000 edificios, con daños significativos causados a 40 000 viviendas dentro del área inmediata de Newcastle.Cerca de 300 000 personas fueron afectadas por el sismo, de las cuales 1000 se quedaron sin vivienda.
El número de personas en la ciudad el día del terremoto fue inferior al habitual, debido a una huelga de conductores de autobuses locales. El seísmo se produjo en medio de una entrevista de la televisión local NBN con un representante sindical.[cita requerida]